# Стави Чернігівської області
Стави Чернігівської області — стави, які розташовані на території Чернігівської області (в адміністративних районах і басейнах річок).
На території Чернігівської області налічується 1839 ставків, загальною площею 8470 га, об'ємом 155,4 млн м³.

## Загальна характеристика
Територія Чернігівської області становить 31,9 тис. км² (5,3 % площі України).
Вона розташована цілковито в межах басейну Дніпра.
Гідрографічна мережа Чернігівської області включає великі річки Дніпро, Десна, середні річки — Сож, Судость, Сейм, Снов, Остер, Удай, Трубіж, Супій.
Використовуються ставки, переважно, для риборозведення.
В основному вони розміщені у південно-східних районах області, для яких характерна яружно-балочна форма рельєфу. Для районів Полісся характерна велика кількість ставків-копаней, для районів Лісостепу — руслових ставків.
Найбільше ставків знаходиться на території Ічнянського (167 шт.), Борзнянського (164 шт.), Прилуцького (162 шт.), Бахмацького (134 шт.) районів.

## Наявність ставків у межах адміністративно-територіальних районів та міст обласного підпорядкування Чернігівської області[1]
| Район, місто        | Кількість ставків, шт. | Площа ставків, га | Об'єм ставків, млн м³ | В оренді, шт. | В оренді, га |
| ------------------- | ---------------------- | ----------------- | --------------------- | ------------- | ------------ |
| Бахмацький          | 134                    | 414               | 7,3                   | 1             | 3            |
| Бобровицький        | 78                     | 290               | 6,2                   | 6             | 10           |
| Борзнянський        | 164                    | 317               | 5,9                   | -*            | -            |
| Варвинський         | 82                     | 336               | 6,6                   | 24            | 121          |
| Городнянський       | 96                     | 303               | 5,9                   | 4             | 15           |
| Ічнянський          | 167                    | 807               | 16,7                  | 23            | 137          |
| Козелецький         | 74                     | 365               | 4,5                   | -             | -            |
| Коропський          | 96                     | 316               | 5,8                   | -             | -            |
| Корюківський        | 58                     | 424               | 8,3                   | 1             | 21           |
| Куликівський        | 38                     | 51                | 0,9                   | -             | -            |
| Менський            | 35                     | 368               | 12,6                  | 7             | 17           |
| Ніжинський          | 96                     | 186               | 3,7                   | 24            | 97           |
| Новгород-Сіверський | 28                     | 307               | 4,5                   | -             | -            |
| Носівський          | 63                     | 205               | 4,1                   | 4             | 34           |
| Прилуцький          | 162                    | 610               | 13,2                  | 12            | 89           |
| Ріпкинський         | 66                     | 393               | 7,9                   | -             | -            |
| Семенівський        | 53                     | 147               | 1,8                   | 3             | 18           |
| Сосницький          | 79                     | 191               | 3,2                   | 1             | 13           |
| Срібнянський        | 55                     | 293               | 4,8                   | 14            | 140          |
| Талалаївський       | 111                    | 446               | 7,5                   | 24            | 152          |
| Чернігівський       | 88                     | 1561              | 22,3                  | 7             | 103          |
| Щорський 43         | 11                     | 94                | 0,6                   | 5             | 43           |
| м. Чернігів         | 3                      | 43                | 1,0                   | -             | -            |
| м. Ніжин            | 2                      | 3                 | 0,1                   | -             | -            |
| Разом               | 1839                   | 8470              | 155,4                 | 160           | 1013         |

Примітки: -* — немає ставків, переданих в оренду.
На умовах оренди використовується в області лише 160 ставків, що становить менше 10% їх загальної кількості.

## Наявність ставків у межах основнихрайонів річкових басейнівна території Чернігівської області[1]
| Район річкового басейну | Кількість ставків, шт. | Площа ставків, га | Об'єм ставків, млн м³ | В оренді, шт. | В оренді, га |
| ----------------------- | ---------------------- | ----------------- | --------------------- | ------------- | ------------ |
| Дніпра, у тому числі    | 1839                   | 8470              | 155,4                 | 160           | 1013         |
| р. Десна                | 1054                   | 4369              | 78,6                  | 59            | 367          |
| р. Сула                 | 635                    | 2704              | 52,7                  | 99            | 643          |
| Разом                   | 1839                   | 8470              | 155,4                 | 160           | 1013         |

З 1839 ставків області 57 % розташовано на річках басейну Десни. 